# Троицкий (Новосибирская область)
Троицкий — посёлок в Кочковском районе Новосибирской области России. Административный центр Троицкого сельсовета.

## География
Площадь посёлка — 148 гектара.

## История
Основан в 1909 году. В 1928 году состоял из 174 хозяйств. В административном отношении являлся центром Троицкого сельсовета Петропавловского района Каменского округа Сибирского края.

## Население
| 2002 | 2007 | 2010 |
| ---- | ---- | ---- |
| 666  | ↘657 | ↘514 |

По переписи 1926 г. в поселке проживало 916 человек, в том числе 464 мужчины и 452 женщины. Основное население — русские.

## Инфраструктура
В посёлке по данным на 2007 год функционируют 1 учреждение здравоохранения и 2 учреждения образования.